# خربة السنديانة
خربة السنديانة قرية تتبع ناحية العنازة في شمال شرق منطقة بانياس التابعة لمحافظة طرطوس.